# دريقة أجمية
دريقة أجمية (الاسم العلمي:Aspidistra caespitosa) هي نوع من النباتات تتبع جنس الدريقة من الفصيلة الهليونية. تم وصف هذا النوع من النبات علمياً لأول مرة من قبل شيان باي سنة 1939.